# Ralph Stanley
Ralph Stanley, (McClure, 1927. február 25. – Coeburn, 2016. június 23.) amerikai énekes, bendzsós, dalszerző. A Stanley testvérek − The Stanley Brothers − a bluegrass legfontosabb képviselői közé tartoztak.

## Pályafutása
A virginiai Dickenson megyében született Stanley fivérek zenész családban nőttek fel. Apjuk énekelt, anyjuk bendzsón játszott. A család Clinch megyébe költözött, ahol egy kis farmjuk volt. Carter és Ralph már kapcsolatba kerültek a country-zenével. Gyerekként a Monroe Brothers felvételeit a Grand Ole Opry és a rádióműsorának heti adását hallgatták.
Tizenévesként léptek fel először nyilvánosan szülővárosukban. A középiskola elvégzése után besorozták őket a hadseregbe, és a második világháborúban harcoltak.
Miután 1946-ban leszereltetek a hadseregből, és megalapították a Clinch Mountain Boys nevű együttest. Néhány hónapig saját műsort vezettek a nortoni WNVA rádióállomáson, majd a tennessee-i WCYB-ben. Itt szerepeltek meg először hivatalosan The Stanley Brothers néven. Röviddel ezután lemezszerződést kötöttek a Rich-R-Tones Records nevű kis kiadóval. Első felvételeik 1947-ben jelentek meg. Miután beutazták a déli államokat és különféle rádióműsorokban szerepeltek, lassan elkezdték kialakítani saját stílusukat. Hegedűdarabok, hillbilly és a Bill Monroe újonnan megalkotott bluegrass keverékével hozták létre összetéveszthetetlen hangzásukat.
Számos ismert zenész játszott Ralph Stanley zenekarában, mint például Pee Wee Lambert, Curly Lambert és Chubby Anthonie.
1948-ban a fivérek a Columbia Recordshoz kerültek, ahol három évig maradtak.
1951-ben Ralph Stanley súlyos autóbalesetet szenvedett, de felépült. Felépülése alatt Carter Bill Monroe-val készített felvételeket. 1953-ban a Stanley Brothers leszerződött a Mercury Recordsszal. Ez idő alatt érték el legnagyobb sikereiket. Legismertebb dalaik közé tartozik a How Far to Little Rock, a Ridin’ that Midnight Train és a Man of Constant Sorrow − a 2000-es „O Brother, Where Art Thou?” című film főcímdala.
Az 1960-as évek elején a King Recordsra váltottak. Ebben az időben Live Oakban a WNER „Suwanee River Jamboree” című heti rádióműsort vezették. Tagjai voltak a KWKH „Louisiana Hayride” és a WBRM „Carolina Barn Dance” rendezvényeknek is.
A sok tevékenységük és fellépéseik dacára a két testvér anyagi nehézségekbe került. Eladásaik folyamatosan csökkentek, Carter Stanley alkoholistává vált a folyamatos kudarcok miatt.
1966-ban a Stanley Brothers „American Folk Blues Festival” keretében turnézott a Nyugat-Németországban is.
Carter Stanley 41 éves korában, 1966-ban meghalt. Lánya, Jeannie első albumát elhunyt édesapjának ajánlotta. Ralph Stanley továbbra is fellépett. Fia szintén bluegrass zenész lett. 1992-ben a The Stanley Brothers zenekart beiktatták a International Bluegrass Music Hall of Fame-be.
Ralph Stanley 89 éves korában, 2016-ban hunyt el.

## Albumok
- MusicBrainz
- Discography

## Díjak
- 1999, 2000: International Bluegrass Music Hall of Fame(wd)
- 2006: National Medal of Arts
- 2000: Library of Congress Living Legend
- American Academy of Arts and Sciences tiszteleti tagja
- 2014: a Yale University díszdoktorai
- 1993 és 2015 között Stanley-t 15-ször jelölték Grammy-díjra, különböző kategóriákban. 2002: Jim Lauderdale-lel közösen készített „Lost in the Lonesome Pines” című felvétele elnyerte a legjobb bluegrass albumnak járó Grammy-díjat
- 2019: American Banjo Museum Hall of Fame
- A Grand Ole Opry egyik tagja

## Fordítás
- Ez a szócikk részben vagy egészben  a   Ralph Stanley című német Wikipédia-szócikk ezen változatának fordításán alapul.  Az eredeti cikk szerkesztőit annak laptörténete sorolja fel. Ez a jelzés csupán a megfogalmazás eredetét és a szerzői jogokat jelzi, nem szolgál a cikkben szereplő információk forrásmegjelöléseként.